# بولي درابر
بولي درابر (بالإنجليزية: Polly Draper)‏ (و. 1955 – م) هي كاتبة سيناريو، ومخرجة سينمائية، وممثلة، ومنتجة أفلام، وممثلة مسرحية، وممثلة تلفزيونية من الولايات المتحدة الأمريكية. ولدت في غاري ، إنديانا. الحزب الديمقراطي الأمريكي.

## التعليم
تعلمت في جامعة ييل، ومدرسة ييل للدراما.

## جوائز
حصلت على جوائز منها:
- جائزة نقابة الكتاب الأمريكية.

## وصلات خارجية
- بولي درابر على موقع IMDb (الإنجليزية)
- بولي درابر على موقع ألو سيني (الفرنسية)
- بولي درابر على موقع أول موفي (الإنجليزية)
- بولي درابر على موقع قاعدة بيانات برودواي على الإنترنت (الإنجليزية)
- بولي درابر على موقع قاعدة بيانات الأفلام السويدية (السويدية)
- بولي درابر على موقع إن إن دي بي (الإنجليزية)
- بولي درابر على موقع قاعدة بيانات الفيلم (الإنجليزية)
- بولي درابر على موقع كينوبويسك (الروسية)

بولي درابر في قاعدة بيانات الأفلام على الإنترنت